# Maxim’s
Maxim’s («Максим») — ресторан в VIII округе Парижа. В июле 1979 года внесён в список исторических памятников Парижа. Находится по адресу: улица Royale, дом № 3.

## История
В 1893 году Максим Гайяр открыл на этом месте маленькое бистро. Гайяр — бывший официант одного из парижских кафе. Он пригласил для выступлений известную в то время комедиантку Ирму де Монтиньи, благодаря чему в заведении стала собираться элегантная и светская публика. Вскоре Maxim’s стал местом встречи самого роскошного парижского общества тех лет.
Некоторое время спустя Максим Гайяр продаёт ресторан, и новый владелец осуществляет внутреннее переоформление интерьера в стиле ар нуво. Бар был освещён лампами в виде статуэток полуобнажённых девушек, в декоре использовались детали из красного дерева, бронзы, множество зеркал. Открытие такого шикарного ресторана приурочили к открытию Всемирной парижской выставки 1900 года. Новый ресторан и особенно его кухня получили признание у знаменитостей.
В 1932 году ресторан выкупает Октав Водабль. Октав тщательно следит за тем, кто посещает его ресторан, лично отбирает клиентуру.
Во время немецкой оккупации ресторан является привилегированным местом для немецкой номенклатуры. После освобождения Франции от немецкой оккупации ресторан облюбовала киноэлита того времени.
С 1950 по 1970 годы рестораном руководит брат (это сын Octave Vaudable, Louis Vaudable) Октава Луи Водабль. Благодаря ему ресторан приобретает мировую известность и становится одним из самых дорогих ресторанов Парижа.
В 1981 году сын Луи, Франсуа Водабль, продаёт заведение Пьеру Кардену. Карден переделывает три верхних этажа ресторана в музей ар нуво и начинает развивать международную сеть Maxim’s. Филиалы ресторана он открывает в Монте-Карло, Пекине, Женеве, Токио, Шанхае, Нью-Йорке и Брюсселе.